# Будівне сміття

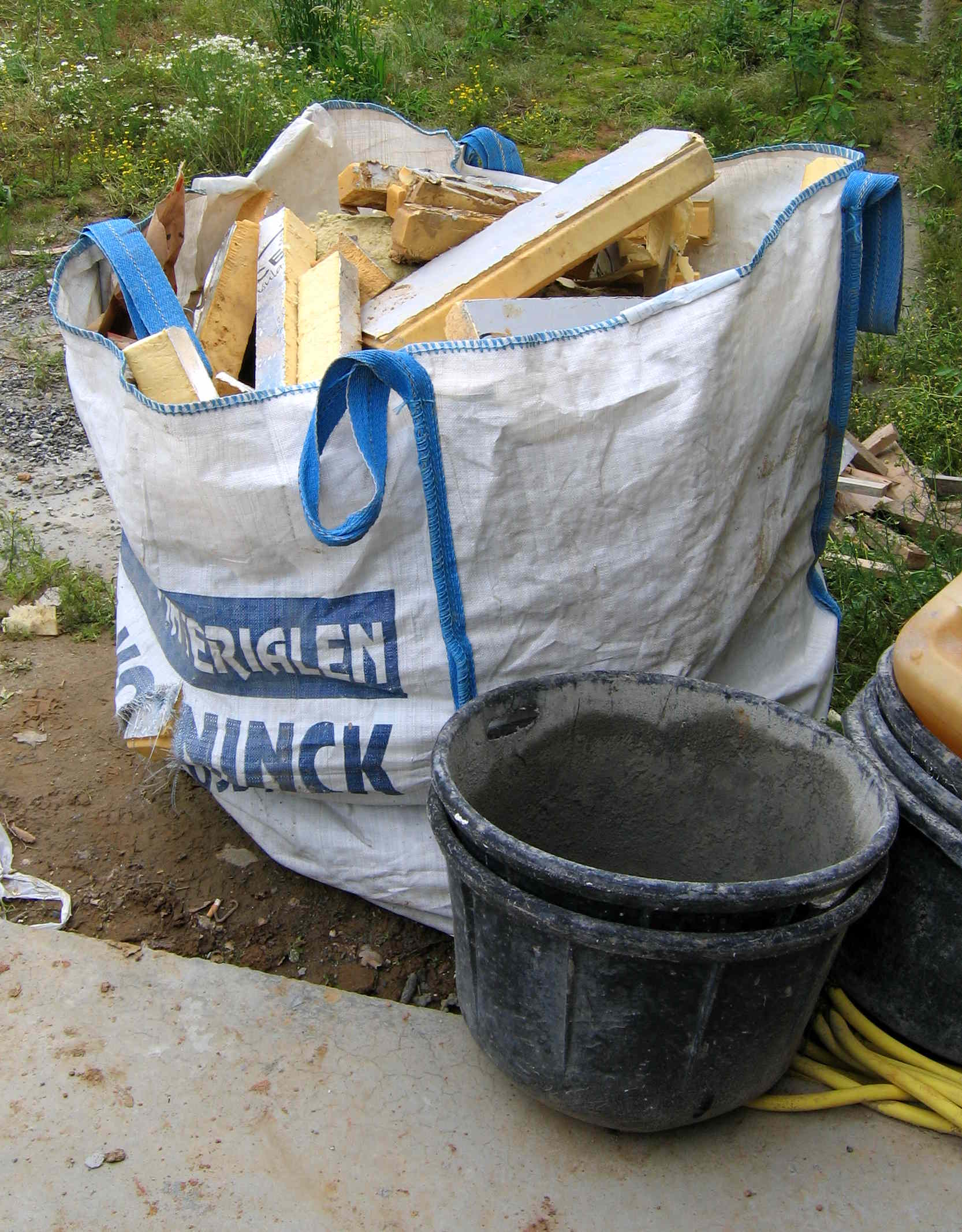

Будівне сміття — всі відходи, які утворюються під час ремонтно-будівельних робіт (демонтаж, ремонт, будівництво) і підлягають тільки спеціалізованому вивезенню та утилізації.

## Категорії будівельного сміття
- Відходи після початку будівельно-ремонтних робіт. Серед них: великогабаритне сміття великих обсягів і ваги, що з'являється після очищення будівельного майданчика, знесення старих будов, демонтажу стяжки, перегородок, стін, вікон, дверей і т. ін. Це сміття повинно бути вивезене з майданчика до того, як почнуться самі ремонтно-будівельні роботи.
- Відходи, що з'являються в процесі самого будівництва. Це залишки будівельних матеріалів, обгортки і подібне до цього сміття. Складається на майданчику і вивозиться в міру накопичення.
- Відходи останнього етапу будівництва. Під час проведення оздоблювальних робіт накопичується легке, але великогабаритне сміття — воно також підлягає своєчасному вивезенню.

Важливо пам'ятати, що будівне сміття ніколи не можна викидати у сміттєві баки, призначені для домашнього сміття. Це категорично заборонено комунальними службами і за порушення передбачені серйозні штрафи і стягнення. Позбутися від будівних відходів допомагають спеціалізовані компанії, що надають техніку, необхідну для вивозу сміття на кожному етапі будівництва або ремонту.